# 蓋凱杜省
蓋凱杜省是西非國家畿內亞的33個省之一，位於該國的東南部，由恩澤雷科雷大區負責管轄，首府設於蓋凱杜，北臨法拉納省和基西杜古省，東接馬桑塔省，南毗利比里亞，西鄰塞拉利昂，面積4,400平方公里，人口約405,000。